# Melanolophia elaphra
Melanolophia elaphra là một loài bướm đêm trong họ Geometridae.